# Barry Flatman
Barry Flatman (* 1950 in Victoria) ist ein kanadischer Schauspieler.

## Leben
Der aus British Columbia stammende Schauspieler hat in vielen Film- und Fernsehrollen mitgewirkt, einige der Filme sind My Name Is Tanino, Wild X-Mas, H2O und The Andromeda Strain, in dem er Chuck Beeter spielte. Er trat auch in Saw III auf, wo er den Richter Halden spielte.
Seit 2016 ist Flatman als Don Shade in der Serie Private Eyes, die auch in Deutschland ausgestrahlt wurde, zu sehen.

## Filmografie

### Kino
- 1983: Dead Zone
- 1994: The Paperboy
- 2002: My Name Is Tanino
- 2005: Wild X-Mas
- 2006: Saw III
- 2015: No Stranger Than Love

### Fernsehen
| Jahr      | Titel                                   | Rolle                                 | Bemerkungen   |
| --------- | --------------------------------------- | ------------------------------------- | ------------- |
| 1994      | Robocop                                 | Simon Atwater                         |               |
| 1992–1997 | X-Men                                   | Henry Peter Gyrich / Vindicator       |               |
| 1996      | Any Mother's Son                        | Commander Stevens                     | TV-Film       |
| 1998–2000 | Mission Erde – Sie sind unter uns       | Präsident Daniel Thompson, Dr. Barrow |               |
| 2002–2003 | Odyssey 5                               | Senator Brian Perry                   |               |
| 2004      | H2O                                     | Cam Ritchie                           |               |
| 2008      | Andromeda – Tödlicher Staub aus dem All | Charles „Chuck“ Beeter                |               |
| 2016–     | Fargo                                   | Wally Semenchenko                     |               |
| 2016–2021 | Private Eyes                            | Don Shade                             |               |
| 2017–2018 | Taken – Die Zeit ist dein Feind         | Bryan’s Dad                           | Zwei Episoden |
| 2018      | Father Christmas                        | Thomas Reid                           | TV-Film       |